# Armoriale dei comuni dell'Hérault
Questa pagina contiene le armi (stemma e blasonatura) dei comuni dell'Hérault.

## A
| Stemma | Nome del comune e blasonatura |
| ------ | --- |
|        | Abeilhan D'or au pairle losangé d'argent et de sinople (d'Hozier) (d'oro, alla pergola losangata d'argento e di verde) |
|        | Adissan Stemma dal 2014: Écartelé: Aux 1er et 4e d'azur au pairle losangé d'or et de gueules, aux 2e et 3e de gueules à la rose des vents d'or (Inquartato: nel 1° e nel 4° d'azzurro, alla pergola losangata d'oro e di rosso, nel 2° e nel 3° di rosso alla rosa dei venti d'oro) Stemma precedente: D'azur au pairle losangé d'or et de gueules (d'azzurro, alla pergola losangata d'oro e di rosso) |
|        | Agde D'or, à trois fasces ondées d'azur (d'oro, a tre fasce ondate d'azzurro) |
|        | Agel D'azur à la foi alésée d'argent (d'azzurro, alla fede scorciata d'argento) |
|        | Aigne De gueules à un cep arraché de sinople, feuillé et fruité d'argent, soutenu d'un croissant du même, au chef cousu d'azur chargé de trois étoiles d'or (di rosso, alla vite sradicata di verde, fogliata e fruttata d'argento, sostenuta da un crescente montante dello stesso; al capo cucito d'azzurro, caricato di tre stelle d'oro) |
|        | Aigues-Vives D'azur à une foi alésée d'argent tenant une palme d'or en pal, accompagnée de six croisettes du même ordonnées 1, 2, 2, 1 (d'azzurro, alla fede scorciata d'argento, tenente una palma d'oro in palo, accompagnata da sei crocette dello stesso, ordinate 1, 2, 2, 1) |
|        | Les Aires D'or aux trois fasces de gueules accompagnées de dix billettes du même posées en orle (d'oro, a tre fasce di rosso, accompagnate da dieci biglietti dello stesso, posti in orlo) |
|        | Alignan-du-Vent D'or au pairle losangé d'argent et de gueules (d'oro, alla pergola losangata d'argento e di rosso) |
|        | Aniane D'azur à une crosse d'or issant d'une champagne ondée d'argent (d'azzurro, al pastorale d'oro uscente da una campagna ondata d'argento) |
|        | Arboras D'or aux deux arbres de sinople fûtés au naturel posés à dextre du chef et à senestre de la pointe, et aux deux épées d'argent garnies de gueules passées en sautoir à senestre du chef et à dextre de la pointe ; au chef abaissé d'azur chargé de trois étoiles du champ (d'oro, a due alberi di verde, fustati al naturale, posti nel canton destro del campo e in quello sinistro della punta, e due coppie di spade d'argento, guarnite di rosso, passate in decusse e poste nel canton sinistro del capo e in quello destro della punta; al capo abbassato d'azzurro, caricato da tre stelle del campo) (in realtà la figura è priva delle tre stelle nel capo) |
|        | Argelliers De gueules à saint Étienne, vêtu en diacre d'argent, la dalmatique d'azur bordée d'or, tenant dans sa main dextre une palme du même et dans sa senestre trois cailloux d'argent ensanglantés de gueules (di rosso a Santo Stefano vestito da diacono d'argento, la dalmatica d'azzurro bordata d'oro, tenente nella mano destra una palma dello stesso e nella sinistra tre ciottoli d'argento, insanguinati di rosso) |
|        | Aspiran D'azur au pairle losangé d'or et d'azur (d'azzurro, alla pergola losangata d'oro e d'azzurro) |
|        | Assas Écartelé, au premier d'azur à une tour d'argent maçonnée de sable, au second d'or à un rameau d'olivier de sinople fruité de sable posé en barre, au troisième d'or à une grappe de raisin de sable feuillée de sinople, au quatrième d'azur à une fleur de lys d'or (inquartato: nel 1º d'azzurro, alla torre d'argento murata di nero; nel 2º d'oro, al ramo d'olivo di verde, fruttato di nero, posto in sbarra; nel 3º d'oro, al grappolo d'uva di nero, fogliato di verde; nel 4º d'azzurro, al giglio d'oro) |
|        | Aumelas D'or au pairle losangé de d'or et de sinople (d'oro, alla pergola losangata d'oro e di verde) |
|        | Aumes D'azur à trois tours d'argent maçonnées de sables, ouvertes et ajourées du champ, supportées chacune par deux lions aussi d'argent armés de sable (d'azzurro, a tre torri d'argento, murate di nero, aperte e finestrate del campo, ciascuna sostenuta da due leoni controrampanti pure d'argento, armati di nero) |
|        | Autignac D'hermine, au pairle losangé de gueules et d'or (d'armellino, alla pergola losangata di rosso e d'oro) |
|        | Avène De sinople, au pairle losangé d'azur et d'argent (di verde, alla pergola losangata d'azzurro e d'argento) |
|        | Azillanet de sinople à un rocher d'argent mouvant de la pointe, au chef d'azur chargé d'une clef d'or posée en fasce, et soutenu d'une divise d'argent, à un âne contourné et un bélier affrontés d'or posés sur le rocher et brochant sur la divise (di verde, alla roccia d'argento, movente dalla punta, al capo d'azzurro caricato di una chiave d'oro, posta in fascia, e sostenuto da una divisa d'argento; all'asino rivoltato ed un ariete affrontati d'oro, posati sulla roccia e attraversanti sulla divisa) |

## B
| Stemma | Nome del comune e blasonatura |
| ------ | --- |
|        | Balaruc-les-Bains tiercé en pairle, au premier d'argent à une mitre de gueules, au deuxième d'azur à une amphore d'or, au troisième de gueules à fontaine jaillissante de six jets d'azur, trois à dextre, trois à senestre, l'un sur l'autre (interzato in pergola: nel 1º d'argento, alla mitria di rosso; nel 2º d'azzurro, all'anfora d'oro; nel 3º di rosso, alla fontana zampillante di sei getti d'azzurro, tre a destra e tre a sinistra, l'uno sull'altro) |
|        | Balaruc-le-Vieux de gueules à un saint Maurice à cheval d'or tenant de sa dextre une bannière d'argent chargée d'une croix aussi de gueules (di rosso, al San Maurizio a cavallo d'oro, tenente con la destra una bandiera d'argento caricata da una croce pure di rosso) |
|        | Bassan De vair au sautoir losangé d'or et d'azur (di vaio, alla croce di Sant'Andrea losangata d'oro e d'azzurro) |
|        | Beaufort de gueules à une tour couverte en croupe donjonnée de deux pièces, le tout d'or, maçonnée, ouverte et ajourée de sable, posée sur une colline d'argent, chargée d'un glaive abaissé du même, garni de able et pommeté d'or, accosté des lettres de sable St à dextre et M à senestre, au chef d'or chargé de deux rinceaux feuillés de sinople et fruités de sable, adossés en fasce, celui de dextre de vigne et celui de senestre d'olivie (di rosso, alla torre coperta da una cupola torricellata di due pezzi, il tutto d'oro, murata, aperta e finestrata di nero, posata su una collina d'argento, caricata da un gladio abbassato dello stesso, guarnito di nero e pomettato d'oro, accostato dalle lettere di nero S a destra e M a sinistra; al capo d'oro caricato da due rami fogliati di verde e fruttati di nero, addossati in fascia, quello di destra di vite e quello di sinistra d'olivo) |
|        | Beaulieu de sable au lion d'or (di nero, al leone d'oro) |
|        | Bédarieux de gueules à un pont de trois arches sommé d'une croix latine, accompagné des lettres B, D, R dans l'évidement des arches, et soutenu d'une champagne ondée, le tout d'or (di rosso, al ponte di tre arcate cimato da una croce latina, accompagnato dalle lettere B, D, R nell'interno delle arcate, e sostenuto da una campagna ondata, il tutto d'oro) |
|        | Bélarga D'hermine, au sautoir losangé d'azur et d'argent (d'armellino, alla croce di Sant'Andrea losangata d'azzurro e d'argento) |
|        | Berlou d'argent à un loup ravissant de sable tenant de sa patte senestre une grappe de raison de gueules adextré d'un chêne arraché fruité de sinople, le tout soutenu d'une fasce abaissée ondée du même (d'argento, al lupo rapace di nero tenente con la zampa sinistra un grappolo d'una di rosso, addestrato da una quercia sradicata fruttata di verde, il tutto sostenuto da una fascia abbassata ondata dello stesso) |
|        | Bessan de gueules au lion d'or tenant une fleur de lys du même, au chef d'argent chargé de trois fleurs de lys de sable (di rosso, al leone d'oro, tenente un giglio dello stesso; al capo d'argento, caricato di tre gigli di nero) |
|        | Béziers D'argent aux trois fasces de gueules, au chef d'azur chargé de trois fleurs de lys d'or (d'argento, a tre fasce di rosso; al capo d'azzurro, caricato di tre gigli d'oro) |
|        | Boisseron d'or à un buis de sinople, au chef d'azur chargé de trois trèfles du champ (d'oro, al bosso di verde; al capo d'azzurro, caricato di tre trifogli del campo) |
|        | La Boissière de gueules à un saint Martin à cheval donnant la moitié de son manteau à un pauvre, le tout d'or (di rosso, al San Martino a cavallo, che dona la metà del suo mantello a un povero, il tutto d'oro) |
|        | Boujan-sur-Libron de gueules à trois besants d'or, au chef d'azur chargé de trois fleurs de lys d'or, soutenu d'un filet d'argent (di rosso, a tre bisanti d'oro; al capo d'azzurro, caricato di tre gigli d'oro, sostenuto da un filetto d'argento) |
|        | Bouzigues parti, au premier d'or, à une crosse contournée de gueules issante de trois trangles ondées d'azur en pointe, au deuxième d'azur à une tour donjonnée de trois pièces d'argent maçonnée de sable et ouverte du champ (partito: nel 1º d'oro, al pastorale rivoltato di rosso, uscente da tre trangle ondate d'azzurro in punta; nel 2º d'azzurro, alla torre torricellata di tre pezzi d'argento, murata di nero e aperta del campo) |
|        | Brissac de gueules à la fasce ondée d'argent, accompagnée en chef d'un lion passant d'or et en pointe de trois besants d'argent (di rosso, alla fascia ondata d'argento, accompagnata in capo da un leone passante d'oro e in punta da tre bisanti d'argento) |

## C
| Stemma | Nome del comune e blasonatura |
| ------ | --- |
|        | Cabrerolles D'hermine au pairle losangé d'azur et d'or (d'armellino, alla pergola losangata d'azzurro e d'oro) |
|        | Cabrières D'argent au pairle losangé d'argent et de sable (d'argento, alla pergola losangata d'argento e di nero) |
|        | Cambon-et-Salvergues écartelé, au premier et au quatrième d'or à la cotice de gueules, au deuxième d'azur à une marmite d'or, au troisième aussi d'azur à trois croissants entrelacés d'argent (inquartato: nel 1º e 4º d'oro, alla cotissa di rosso; nel 2º d'azzurro, alla marmitta d'oro; nel 3º pure d'azzurro, a tre crescenti intrecciati d'argento) |
|        | Campagnan D'or au pairle losangé d'or et de sable (d'oro, alla pergola losangata d'oro e di nero) |
|        | Campagne d'azur à un saint Martin à cheval donnant la moitié de son manteau à un pauvre, le tout d'argent (d'azzurro, al San martino a cavallo che dona la metà del suo mantello a un povero, il tutto d'argento) |
|        | Canet coupé, au premier d'azur semé de jonc d'or, au second au mur d'argent maçonné de sable chargé d'une épée haute de sable (troncato: nel 1º d'azzurro, seminato di giunchi d'oro; nel 2º al muro d'argento, murato di nero, caricato di una spada alta dello stesso) |
|        | Capestang parti, au premier d'argent à une aigle essorante de sable de profil, la tête contournée, la patte dextre levée, au deuxième d'argent à un lion de gueules (partito: nel 1º d'argento, all'aquila sorante di nero, posta di profilo, con la testa rivoltata, la zampa destra alzata; nel 2º d'argento, al leone di rosso) |
|        | Carlencas-et-Levas De vair au pairle losangé d'argent et de sinople (di vaio, alla pergola losangata d'argento e di verde) |
|        | Castanet-le-Haut d'or à trois billettes couchées de sinople rangées en fasce (d'oro, a tre biglietti coricati di verde, ordinati in fascia) |
|        | Castelnau-de-Guers d'azur, à un château de trois tours couvertes et girouettées d'or, celle du milieu plus grosse, au chef aussi d'azur chargé de trois fleurs de lys aussi d'or (d'azzurro, al castello di tre torri coperte e banderuolate d'oro, quella centrale più grossa; al capo pure d'azzurro, caricato di tre gigli pure d'oro) |
|        | La Caunette d'argent à la croix de gueules chargée aux extrémités de quatre fleurs de lys d'or, au chef bastillé de trois pièces de sable chargé de trois feuilles d'orme aussi d'or (d'argento, alla croce di rosso, caricata alle estremità da quattro gigli d'oro; al capo merlato di tre pezzi di nero, caricato di tre foglie d'olmo pure d'oro) |
|        | Causses-et-Veyran De vair au pairle losangé d'or et de sinople (di vaio, alla pergola losangata d'oro e di verde) |
|        | Caussiniojouls D'hermine au pairle losangé d'argent et d'azur (d'armellino, alla pergola losangata d'argento e d'azzurro) |
|        | Caux écartelé, au premier de gueules à la bande d'argent, au deuxième d'azur à trois fleurs de lys d'or, au troisième de sable à un croissant d'or, au chef cousu d'azur chargé de trois étoiles aussi d'or, au quatrième de gueules à un houseau contourné d'or accompagné en chef de deux roses du même (inquartato: nel 1º di rosso, alla banda d'argento; nel 2º d'azzurro, a tre gigli d'oro; nel 3º di nero, al crescente d'oro; al capo cucito d'azzurro, caricato di tre stelle pure d'oro; nel 4º di rosso, allo stivalone rivoltato d'oro, accompagnato in capo da due rose dello stesso) |
|        | Le Caylar d'argent à un arbre arraché de sinople fûté au naturel (d'argento, all'albero sradicato di verde, fustato al naturale) |
|        | Cazedarnes tiercé en pairle, au premier d'azur à une ombre de soleil d'or, au deuxième d'or à un cep de vigne feuillé et fruité de gueules soutenu d'une terrasse d'argent craquelée de sable, au troisième de gueules à une jumelle ondée abaissée d'argent, une crosse d'or brochant sur le tout (interzato in pergola: nel 1º d'azzurro, all'ombra di sole d'oro; nel 2º d'oro, al ceppo di vite fogliato e fruttato di rosso, sostenuto da un terrazzo d'argento, fessurato di nero; nel 3º di rosso, alla gemella ondata abbassata d'argento, al pastorale d'oro, attraversante sul tutto) |
|        | Cazevieille d'argent à l'aigle de sable, accompagnée en chef de trois étoiles d'azur (d'argento, all'aquila di nero, accompagnata in capo da tre stelle d'azzurro) |
|        | Cazilhac d'or à deux lions léopardé de gueules, à la bordure de sinople chargée de huit besants d'argent. (d'oro, a due leoni illeoparditi di rosso; alla bordura di verde, caricata di otto bisanti d'argento) |
|        | Cazouls-d'Hérault D'or, au pairle losangé d'argent et de sable (d'oro, alla pergola losangata d'argento e di nero) |
|        | Cazouls-lès-Béziers De sinople, au sautoir losangé d'argent et de sable (di verde, alla croce di Sant'Andrea losangata d'argento e di nero) |
|        | Cébazan d'or à un saint Martin à cheval donnant la moitié de son manteau à un pauvre, le tout d'azur posé sur une terrasse de sinople (d'oro, al San Martino a cavallo, che dona la metà del suo mantello a un povero, il tutto d'azzurro, posato su una terrazza di verde) |
|        | Cers De sable, au sautoir losangé d'argent et de sable (di nero, alla croce di Sant'Andrea losangata d'argento e di nero) |
|        | Ceilhes-et-Rocozels De sinople, au pairle losangé d'argent et de gueules, accosté de deux rocs d'échiquier d'or, au chef d'azur chargé de trois roses d'argent (di verde, alla pergola losangata d'argento e di rosso, accostata da due rocchi di scacchiere d'oro; al capo d'azzurro, caricato di tre rose d'argento) |
|        | Cessenon-sur-Orb taillé, de gueules au lion d'or et d'azur au lion d'or (tagliato: di rosso, al leone d'oro, e d'azzurro, al leone d'oro) |
|        | Cesseras de gueules à trois fasces d'or, à une hache d'armes d'argent brochant en pal (di rosso, a tre fasce d'oro, all'ascia d'armi d'argento, attraversante in palo) |
|        | Ceyras d'argent au lion de sable (d'argento, al leone di nero) |
|        | Claret d'azur à une montagne d'argent herbée de sinople surmontée d'un croissant accompagné de deux étoiles, le tout aussi d'argent (d'azzurro, alla montagna d'argento, erbosa di verde, sormontata da un crescente accompagnato da due stelle, il tutto d'argento) |
|        | Clermont-l'Hérault d'argent à la fasce de gueules accompagnée de deux mouchetures d'hermines en chef et d'un tourteau aussi de gueules en pointe, au chef d'azur chargé de deux fleurs de lys d'or (d'argento, alla fascia di rosso, accompagnata da due moscature d'armellino in capo e da una torta, pure di rosso, in punta; al capo d'azzurro, caricato di due gigli d'oro) |
|        | Colombières-sur-Orb d'azur à trois colombes d'argent (d'azzurro, a tre colombe d'argento) |
|        | Colombiers de gueules à une tour couverte d'or, maçonnée et ouverte de sable, mouvant à senestre d'une champagne crénelée d'argent, aussi maçonnée de sable, accostée de deux colombes volantes affrontées d'argent, au franc canton cousu de sable chargé d'une colombe essorante aussi d'argent, au comble d'azur chargé de trois étoiles d'or (di rosso, alla torre coperta d'oro, murata e aperta di nero, movente dalla sinistra di una campagna merlata d'argento, pure murata di nero, accostata da due colombe volanti affrontate d'argento, al canton franco cucito di nero, caricato di una colomba sorante, pure d'argento; al colmo d'azzurro, caricato di tre stelle d'oro)                                                                    |
|        | Combes écartelé d'or et de gueules, à trois arbres, celui du milieu plus élevé, posés sur un mont de trois coupeaux, le tout de sinople (inquartato d'oro e di rosso, a tre alberi, quello centrale più elevato, posati su un monte di tre cime, il tutto di verde) |
|        | Coulobres D'argent, au pairle losangé d'argent et d'azur (d'argento, alla pergola losangata d'argento e d'azzurro) |
|        | Courniou tranché au premier de gueules à la croix cléchée, pommetée et vidée d'or, au deuxième d'or à trois châtaignes au naturel rangées en orle, une cotice d'argent brochant sur la partition, au chef de sable chargé d'une chauve-souris essorée d'argent (trinciato: nel 1º di rosso, alla croce a chiave, vuota e pomettata d'oro; nel 2º d'oro, a tre castagne al naturale, ordinate in orlo, alla cotissa d'argento, attraversante sulla partizione; al capo di nero, caricato di un pipistrello sorante d'argento) |
|        | Cournonsec d'or au chef losangé d'argent et de sinople (d'oro; al capo losangato d'argento e di verde) |
|        | Cournonterral d'azur au chef losangé d'argent et de sinople (d'azzurro; al capo losangato d'argento e di verde) |
|        | Creissan d'or à la fasce fuselée de sinople et d'or (d'oro, alla fascia fusata di verde e d'oro) |
|        | Le Crès d'azur à une grappe de raisin feuillée de deux pièces, suspendue à une lettre C capitale entourant un rameau d'olivier en barre fruité d'une pièce et feuillé de deux, l'ensemble soutenu de deux feuilles de chênes courbées passées en sautoir, le tout d'or, à la croix cléchée et pommetée d'or, remplie de gueules, brochant en pointe sur les feuilles de chêne (d'azzurro, al grappolo d'uva fogliato di due pezzi, sospeso a una lettera C maiuscola che circonda un ramo d'olivo posto in sbarra fruttato di un pezzo e fogliato di due, l'insieme sostenuto da due foglie di quercia curvate e passate in decusse, il tutto d'oro, alla croce a chiave pomettata d'oro, ripiena di rosso, attraversante in punta sulle foglie di quercia) |
|        | Cruzy écartelé, au premier de gueules plain, au deuxième et au troisième d'azur au lion d'or armé, lampassé et couronné de gueules, et au chef cousu du même chargé de trois étoiles d'or au quatrième d'argent à la croix de gueules (inquartato: nel 1º di rosso pieno; nel 2º e 3º d'azzurro, al leone d'oro, armato, lampassato e coronato di rosso, al capo cucito dello stesso, caricato di tre stelle d'oro; nel 4º d'argento, alla croce di rosso) |

## D
| Stemma | Nome del comune e blasonatura                                                                                      |
| ------ | --- |
|        | Dio-et-Valquières De sinople au pairle losangé d'or et d'azur (di verde, alla pergola losangata d'oro e d'azzurro) |

## E
| Stemma | Nome del comune e blasonatura |
| ------ | --- |
|        | Espondeilhan D'hermine, au sautoir losangé d'argent et de sable (d'armellino, alla croce di Sant'Andrea losangata d'argento e di nero) |

## F
| Stemma | Nome del comune e blasonatura |
| ------ | --- |
|        | Fabrègues D'or à un arbre de sinople (d'oro, all'albero di verde) |
|        | Faugères De sable, au pairle losangé d'argent et de gueules (di nero, alla pergola losangata d'argento e di rosso) |
|        | Félines-Minervois d'or à deux fasces de sable, accompagnées de six coqs de sable posés 3,2,1 (d'oro, a due fasce di nero, accompagnate da sei galli di nero posti 3, 2, 1) (lo stemma in realtà porta due fasce di rosso) |
|        | Ferrals-les-Montagnes d'azur au pal fuselé d'argent et d'azur (d'azzurro, al palo fusato d'argento e d'azzurro) |
|        | Ferrières-les-Verreries d'or à six fers à cheval de sable, ordonnées 3, 2, 1 (d'oro, a sei ferri da cavallo di nero, ordinati 3, 2, 1)                                                                                    |
|        | Florensac d'azur à un sac d'or rempli de fleurs d'argent (d'azzurro, a un sacco d'oro riempito di fiori d'argento) |
|        | Fontanès d'or à la croix de gueules chargée en coeur d'une fontaine d'argent jaillissante d'azur (d'oro, alla croce di rosso, caricata in cuore da una fontana d'argento zampillante d'azzurro)                           |
|        | Fontès D'argent, au pairle losangé d'or et de sinople (d'argento, alla pergola losangata d'oro e di verde) |
|        | Fos De sable, au pairle losangé d'or et de sinople (di nero, alla pergola losangata d'oro e di verde) |
|        | Fouzilhon D'hermine, au pairle losangé d'or et de sable (d'armellino, alla pergola losangata d'oro e di nero) |
|        | Frontignan de gueules à une tour d'argent, maçonnée de sable, donjonnée de trois tourelles aussi d'argent (di rosso, alla torre d'argento, murata di nero, torricellata di tre pezzi pure d'argento)                      |

## G
| Stemma | Nome del comune e blasonatura |
| ------ | --- |
|        | Gabian De sinople, au pairle losangé d'argent et de sinople (di verde, alla pergolal losangata d'argento e di verde) |
|        | Ganges écartelé d'argent et de sable, à quatre lions de l'un en l'autre (inquartato d'argento e di nero, a quattro leoni dell'uno nell'altro) |
|        | Gigean d'argent au lion de gueules (d'argento, al leone di rosso) |
|        | Gignac de gueules à une tour d'argent maçonnée de sable, accompagnée en chef de trois fleurs de lys d'or (di rosso, alla torre d'argento, murata di nero, accompagnata in capo da tre gigli d'oro)                                                 |
|        | Gorniès d'or au chef losangé d'argent et d'azur (d'oro, al capo losangato d'argento e d'azzurro) |
|        | Grabels de gueules à la gerbe d'or, au chef d'argent chargé de trois étoiles d'azur (di rosso, al covone d'oro; al capo d'azzurro caricato di tre stelle d'argento) (in realtà lo stemma porta il capo d'azzurro caricato di tre stelle d'argento) |

## H
| Stemma | Nome del comune e blasonatura                                                                              |
| ------ | --- |
|        | Hérépian De gueules, au pairle losangé d'or et d'azur (di rosso, alla pergola losangata d'oro e d'azzurro) |

## J
| Stemma | Nome del comune e blasonatura |
| ------ | --- |
|        | Jacou d'azur à trois glands renversés d'or surmontés d'une étoile du même (d'azzurro, a tre ghiande rovesciate d'oro, sormontate da una stella dello stesso) |
|        | Joncels De sinople, au pairle losangé d'or et de sinople (di verde, alla pergola losangata d'oro e di verde) |
|        | Jonquières d'argent à une botte de joncs de sinople liés d'or, tenue par une main du même, entourée de ces mots de sable « J'EN TIENS DEUX MILLE » (d'argento, al mazzo di giunchi di verde legato d'oro, tenuto da una mano dello stesso, circondato dalle parole di nero « J'EN TIENS DEUX MILLE ») |
|        | Juvignac de gueules au chef losangé d'or et de sable (di rosso, al capo losangato d'oro e di nero) |

## L
| Stemma | Nome del comune e blasonatura |
| ------ | --- |
|        | Lacoste d'azur, à une croix à longue hampe d'argent mouvant de la pointe portant à senestre une bannière du même avec l'inscription de sable ECCE AGNUS DEI , adextrée d'une rencontre de chèvre aussi d'argent, au chef bastillé de trois pièces d'or chargé d'un tourteau de gueules (d'azzurro, alla croce latina con l'asta lunga movente dalla punta, che porta a sinistra un guidone dello stesso con l'iscrizione di nero ECCE AGNUS DEI, addestrata da un rincontro di capra, pure d'argento; al capo merlato di tre pezzi d'oro, caricato di una torta di rosso)                                                          |
|        | Lagamas d'or à deux rameaux d'olivier de sinople fruités de sable, au chef d'azur chargé de trois étoiles d'argent (d'oro, a due rami d'olivo di verde, fruttato di nero; al capo d'azzurro, caricato di tre stelle d'argento) |
|        | Lamalou-les-Bains d'azur au soleil d'or se levant derrière une chaîne de montagnes de sable, d'où coule une rivière d'argent dans une plaine de sinople (d'azzurro, al sole d'oro che sorge dietro una catena di montagne di nero, da cui scorre un fiume d'argento in una pianura di verde) |
|        | Lansargues de gueules à deux lances de tournoi passées en sautoir, surmontées d'une gerbe de blé, à une grappe de raisin suspendue aux lances, le tout d'or, au chef d'azur chargé d'une ombre de soleil accompagnée de deux étoiles, le tout aussi d'or (di rosso, a due lance da torneo passate in decusse, sormontate da un covone di grano, con un grappolo d'uva appeso alle lance, il tutto d'oro; al capo d'azzurro, caricato di un'ombra di sole accompagnata da due stelle, il tutto pure d'oro) |
|        | Laroque d'azur à un rocher d'argent, surmonté de trois croisettes d'or rangées en chef (d'azzurro, alla roccia d'argento, sormontata da tre crocette d'oro ordinate in capo) |
|        | Lattes d'or aux quatre pals de gueules, à la cotice du même brochant sur le tout (d'oro, a quattro pali di rosso, alla cotissa dello stesso attraversante sul tutto) |
|        | Laurens D'hermine, au pairle losangé d'or et de sinople (d'armellino, ala pergola losangata d'oro e di verde) |
|        | Lauret de sinople à un saint Brice martyr d'argent tenant de sa dextre une palme d'or (di verde, al San Brice martire d'argento, tenente con la destra una palma d'oro) |
|        | Lavérune d'azur à la fasce d'argent (d'azzurro, alla fascia d'argento) |
|        | La Livinière d'azur à la lettre L capitale d'or (d'azzurro, alla lettera L maiuscola d'oro) |
|        | Lespignan De sinople au sautoir losangé d'or et d'azur (di verde, alla croce di Sant'Andrea losangata d'oro e d'azzurro) |
|        | Lézignan-la-Cèbe D'argent, au pairle losangé d'or et d'azur (d'argento, alla pergola losangata d'oro e d'azzurro) |
|        | Lieuran-Cabrières D'argent, au pairle losangé d'argent et de sinople (d'argento, allal pergola losangata d'argento e di verde) |
|        | Lieuran-lès-Béziers De sable, au sautoir losangé d'or et de sable (di nero, alla croce di Sant'Andrea losangata d'oro e di nero) |
|        | Lignan-sur-Orb D'hermine, au sautoir losangé d'or et de gueules (d'armellino, alla croce di Sant'Andrea losangata d'oro e di rosso) |
|        | Lodève D'azur, à la croix d'or cantonnée au 1e d'une étoile, au 2e d'un croissant, au 3e d'un L, au 4e d'un D, le tout d'or (d'azzurro, alla croce d'oro, accantonata nel 1º da una stella, nel 2º da un crescente, nel 3º da una L, nel 4º da una D, il tutto d'oro) |
|        | Lodève d'azur à la croix cantonnée au premier d'une étoile, au deuxième d'un croissant, au troisième d'une lettre L capitale, au quatrième d'une lettre D capitale, le tout d'or, sur le tout d'azur à une fleur de lys aussi d'or (d'azzurro, alla croce accantonata nel 1º da una stella, nel 2º da un crescente, nel 3º da una lettera L maiuscola, nel 4º da una lettera D maiuscola, il tutto d'oro; sul tutto d'azzurro, al giglio pure d'oro) |
|        | Loupian d'azur à un loup d'argent sur une terrasse de sinople (d'azzurro, al lupo d'argento su una terrazza di verde) |
|        | Lunas De sinople, au pairle losangé d'or et de gueules (di verde, alla pergola losangata d'oro e di rosso) |
|        | Lunel D'azur à un croissant d'argent surmonté d'une étoile d'or (d'azzurro, al crescente d'argento sormontato da una stella d'oro) |
|        | Lunel-Viel écartelé au premier et au quatrième d'or à un boeuf rampant de gueules, au deuxième d'azur à la fasce d'or accompagnée en chef de trois besants d'or et en pointe d'un croissant d'argent, au troisième d'azur à la croix d'or, sur le tout d'azur à un cygne d'argent soutenu d'une champagne ondée du même (inquartato: nel 1º e 4º d'oro, al toro rampante di rosso; nel 2º d'azzurro, alla fascia d'oro, accompagnata in capo da tre bisanti d'oro e in punta da un crescente d'argento; nel 3º d'azzurro, alla croce d'oro; sul tutto d'azzurro, al cigno d'argento sostenuto da una campagna ondata dello stesso) |

## M
| Stemma | Nome del comune e blasonatura |
| ------ | --- |
|        | Magalas D'hermine, au pairle losangé d'argent et de sable (d'armellino, alla pergola losangata d'argento e di nero) |
|        | Maraussan De sinople, au sautoir losangé d'argent et de gueules (di verde, alla croce di Sant'Andrea losangata d'argento e di rosso) |
|        | Margon D'hermine, au pairle losangé d'argent et de gueules (d'armellino, alla pergola losangata d'argento e di rosso) |
|        | Marseillan D'argent, à trois pals de gueules (d'argento, a tre pali di rosso) |
|        | Marsillargues d'azur à un lettre M gothique d'argent incluse dans une orle du même (d'azzurro, alla lettera M gotica d'argento circondata da un orlo dello stesso) |
|        | Les Matelles d'or à la lettre M onciale de gueules, au chef du même chargé de trois croisettes d'argent (d'oro, alla lettera M onciale di rosso; al capo dello stesso, caricato di tre crocette d'argento) |
|        | Mauguio de gueules à la croix d'or cantonnée de douze besants du même. (di rosso, alla croce d'oro, accantonata da dodici bisanti dello stesso) |
|        | Maureilhan De sinople, au sautoir losangé d'argent et d'azur (di verde, alla croce di Sant'Andrea losangata d'argento e d'azzurro) |
|        | Mèze d'azur à un agneau pascal d'argent tenant de sa patte senestre de devant une longue croix de sable avec une banderole d'or, chargée d'une croix pattée de gueules, pendante de la longue croix et attachée avec des cordons d'azur, d'argent et de gueules (d'azzurro, all'agnello pasquale d'argento, tenente con la zampa sinistra sul davanti una croce lunga di nero con una banderuola d'oro, caricata da una croce patente di rosso, pendente dalla croce lunga e appesa con cordoni d'azzurro, d'argento e di rosso) |
|        | Minerve De gueules à une tour donjonnée de trois pièces d'argent sur un rocher d'azur (di rosso, alla torre torricellata di tre pezzi d'argento su una roccia d'azzurro) |
|        | Mons-la-Trivalle d'azur, à une tour posée sur un mont entre deux montagnes et surmontée d'un croissant, le tout d'argent (d'azzurro, alla torre posata su un monte tra due montagne e sormontata da un crescente, il tutto d'argento) |
|        | Montady De sinople, au sautoir losangé d'or et de sinople (di verde, alla croce di Sant'Andrea losangata d'oro e di verde) |
|        | Montagnac d'azur, à un globe sommé d'une croix d'or, accosté de deux fleurs de lys du même (d'azzurro, al mondo cimato da una croce d'oro, accostato da due gigli dello stesso) |
|        | Montarnaud D'argent à une montagne de sable surmontée d'une croix du même (d'argento, alla montagna di nero, sormontata da una croce dello stesso) |
|        | Montbazin d'or à un monde croisé d'azur, chargé en coeur de la lettre B capitale d'argent surmontée d'un croissant du même (d'oro, al mondo crociato d'azzurro, caricato in cuore dalla lettera B maiuscola d'argento sormontata da un crescente dello stesso) |
|        | Montblanc D'azur, au pairle losangé d'argent et de gueules (d'azzurro, alla pergola losangata d'argento e di rosso) |
|        | Montels de gueules au pal fuselé d'argent et de sable. (di rosso, al palo fusato d'argento e di nero) |
|        | Montesquieu de sable, au pairle losangé d'or et de gueules (di nero, alla pergola losangata d'oro e di rosso) |
|        | Montferrier-sur-Lez d'or à trois fers à cheval de gueules (d'oro, a tre ferri da cavallo di rosso) |
|        | Montouliers de gueules à la fasce cordée d'argent, accompagnée de quatre étoiles à huit rais d'or, trois en chef et une en pointe (di rosso, alla fascia cordata d'argento, accompagnata da quattro stelle a otto raggi, tre in capo e una in punta) |
|        | Montoulieu fascé de gueules et d'argent (fasciato di rosso e d'argento) |
|        | Montpeyroux fascé d'or et d'azur, au chef cousu d'argent (fasciato d'oro e d'azzurro; al capo saldato d'argento) |
|        | Montpellier D'azur à la Vierge de carnation vêtue d'une robe de gueules et d'un manteau du champ, assise sur un trône antique d'or, tenant l'Enfant Jésus aussi de carnation vêtu d'azur, le tout surmonté des lettres A et M onciales d'argent et soutenu en pointe d'un écusson du même chargé d'un tourteau de gueules (d'azzurro, alla Vergine di carnagione, vestita con una veste di rosso e un mantello del campo, seduta su un trono antico d'oro, tenente il Bambino Gesù pure di carnagione, vestito d'azzurro, il tutto sormontato dalle lettere A e M onciali d'argento, e sostenuto in punta da uno scudetto dello stesso, caricato di un tortello di rosso) |
|        | Moulès-et-Baucels d'argent aux deux croix pattées de sable (d'argento, a due croci patenti di nero) |
|        | Mudaison de gueules au chef losangé d'or et de gueules (di rosso, al capo losangato d'oro e di rosso) |
|        | Murles Tranché, au premier d'azur à un lion d'argent tenant entre ses pattes antérieures une tour d'or, au deuxième de gueules à un griffon aussi d'or issant d'une palme du même posée en fasce, accompagné en pointe d'un huchet d'argent lié de sable (trinciato: nel 1º d'azzurro, al leone d'argento, tenente con le zampe anteriori una torre d'oro; nel 2º di rosso, al grifone pure d'oro, nascente da una palma dello stesso posta in fascia, accompagnato in punta da un corno da caccia d'argento, legato di nero) |
|        | Murviel-lès-Béziers D'azur à un château de cinq tours, celle du centre plus haute et couverte, celles de dextre surmontées des lettres capitales MUR et celles de senestre des lettre capitales VIEL, le château soutenu d'une burelle alésée accompagnée en pointe de trois barres également alésées, le tout d'argent (d'azzurro, al castello di cinque torri, quella centrale più alta e coperta, quelle di destra sormontate dalle lettere maiuscole MUR e quelle di sinistra dalle lettere maiuscole VIEL, il castello sostenuto da una burella scorciata, accompagnata in punta da tre sbarre pure scorciate, il tutto d'argento)                                   |
|        | Murviel-lès-Montpellier De sinople à Saint Jean-Baptiste d'argent (di verde, al san Giovanni Battista d'argento) |

## N
| Stemma | Nome del comune e blasonatura |
| ------ | --- |
|        | Neffiès De sable, au pairle losangé d'or et d'azur (di nero, alla pergola losangata d'oro e d'azzurro) |
|        | Nézignan-l'Évêque de gueules à un soc d'araire d'or posé en pal, au chef d'azur chargé de deux étoiles aussi d'or (di rosso, al vomere d'aratro d'oro posto in palo; al capo d'azzurro, caricato di due stelle pure d'oro) |
|        | Nissan-lez-Ensérune d'azur à un chien passant d'or surmonté d'un croissant d'argent (d'azzurro, al cane passante d'oro sormontato da un crescente d'argento)                                                               |
|        | Nizas d'azur à une tour donjonnée de trois tourelles d'argent maçonnées de sable (d'azzurro, alla torre torricellata di tre pezzi d'argento, murata di nero)                                                               |

## O
| Stemma | Nome del comune e blasonatura |
| ------ | --- |
|        | Octon taillé d'argent à un chêne de sinople, et de gueules à la croix cléchée, vidée et pommetée d'or, à la cotice en barre d'argent chargée du mot ALOUTOU de sable brochant sur la ligne de partition (tagliato d'argento, alla quercia di verde, e di rosso, alla croce a chiave vuota e pomettata d'oro; alla cotissa in sbarra d'argento, caricata dalla parola ALOUTOU di nero, attraversante sulla partizione) |
|        | Olargues d'azur à un pot d'or avec l'anse du même (d'azzurro, a un vaso d'oro, col manico dello stesso) |
|        | Olonzac D'or à un chaudron de gueules, au chef d'azur chargé de trois fleurs de lys d'or (d'oro, a un paiolo di rosso; al capo d'azzurro, caricato di tre gigli d'oro) |
|        | Oupia d'argent à un mont de sinople chargée d'une rose du champ, au chef d'azur chargé d'un soleil d'or posé au canton dextre du chef (d'argento, al monte di verde, caricato di una rosa del campo; al capo d'azzurro, caricato di un sole d'oro posto nel canton destro) |

## P
| Stemma | Nome del comune e blasonatura |
| ------ | --- |
|        | Pailhès De sable, au sautoir losangé d'or et de sinople (di nero, alla croce di Sant'Andrea losangata d'oro e di verde) |
|        | Palavas-les-Flots d'argent à un esquif de sable équipé du même et habillé d'une voile latine du champ voguant sur mer d'azur agitée de sable, au chef aussi d'azur chargé de deux clefs d'or contreposées et affrontées en fasce (d'argento, a uno schifo di nero equipaggiato dello stesso e fornito di una vela latina del campo navigante sul mare d'azzurro agitato di nero; al capo pure d'azzurro, caricato di due chiavi d'oro contrapposte e affrontate in fascia)                                                              |
|        | Paulhan D'azur, au pairle losangé d'argent et de gueules (d'azzurro, alla pergola losangata d'argento e di rosso) |
|        | Péret D'argent, au pairle losangé d'argent et de gueules (d'argento, alla pergola losangata d'argento e di rosso) |
|        | Pézenas d'argent aux trois fasces de gueules, au franc-canton d'or chargé d'un dauphin d'azur, au chef du même chargé de trois fleurs de lys aussi d'or (d'argento, a tre fasce di rosso, al canton franco d'oro caricato di un delfino d'azzurro; al capo dello stesso, caricato di tre gigli pure d'oro) |
|        | Pézènes-les-Mines De sable, au pairle losangé d'argent et d'azur (di nero, alla pergola losangata d'argento e d'azzurro) |
|        | Pignan d'azur à un château à deux tours d'argent, maçonné de sable, accompagné en chef, à dextre d'un écusson de gueules chargé d'une croix cléchée, vidée et pommetée d'or, à senestre d'un écusson d'or aux quatre pals de gueules et en pointe d'un pin d'or (d'azzurro, al castello di due torri d'argento, murato di nero, accompagnato in capo, a destra da uno scudetto di rosso caricato di una croce a chiave, vuota e pomettata d'oro, a sinistra da uno scudetto d'oro a quattro pali di rosso, e in punta da un pino d'oro) |
|        | Pinet d'argent à un pieu de sinople (d'argento, a un palo appuntito di legno di verde) |
|        | Plaissan De vair, au sautoir losangé d'argent et d'azur (di vaio, alla croce di Sant'Andrea losangata d'argento e d'azzurro) |
|        | Poilhes de gueules à la fasce fuselée d'or et d'azur (di rosso, alla fascia fusata d'oro e d'azzurro) |
|        | Pomérols d'azur à trois pommes tigées et feuillées d'or (d'azzurro, a tre mele gambute e fogliate d'oro) |
|        | Popian De vair au sautoir losangé d'or et de gueules (di vaio, alla croce di Sant'Andrea losangata d'oro e di rosso) |
|        | Portiragnes D'hermine, au sautoir losangé d'or et d'azur (d'armellino, alla croce di Sant'Andrea losangata d'oro e d'azzurro) |
|        | Le Pouget De vair au sautoir losangé d'or et de sinople (di vaio, alla croce di Sant'Andrea losangata d'oro e di verde) |
|        | Poujol sur Orb (Le) De gueules, au pairle losangé d'or et de gueules, accosté à dextre de trois cerises tigées et feuillées de deux pièces, à senestre de deux fraises tigées et feuillées de deux pièces rangées en bande, le tout d'argent (di rosso, alla pergola losangata d'oro e di rosso, accostata a destra da tre ciliegie gambute e fogliate di due pezzi poste in banda, a sinistra da due fragole gambute e fogliate di due pezzi poste in sbarra, il tutto d'argento)                                                      |
|        | Poussan d'argent à un porc de sable surmonté de deux clefs du même passées en sautoir et soutenu d'une terrasse de sinople (d'argento, al maiale di nero, sormontato da due chiavi dello stesso passate in decusse e sostenuto da una terrazza di verde) |
|        | Pouzolles D'hermine, au pairle losangé d'argent et de sinople (d'armellino, alla pergola losangata d'argento e di verde) |
|        | Pouzols De vair au sautoir losangé d'argent et de gueules (di vaio, alla croce di Sant'Andrea losangata d'argento e di rosso) |
|        | Pradal (Le) De gueules, au pairle losangé d'argent et de sinople (di rosso, alla pergola losangata d'argento e di verde) |
|        | Prades-le-Lez de sinople au lion d'or armé et lampassé de gueules (di verde, al leone d'oro, armato e lampassato di rosso) |
|        | Prémian de gueules à une anille d'argent, au chef cousu d'azur chargé de trois fleurs de lys d'or (di rosso, al ferro d'ancoraggio d'argento; al capo cucito d'azzurro, caricato di tre gigli d'oro) |
|        | Puilacher D'hermine, au sautoir losangé d'argent et de sinople (d'armellino, alla croce di Sant'Andrea losangata d'argento e di verde) |
|        | Puimisson De sable, au sautoir losangé d'argent et de gueules (di nero, alla croce di Sant'Andrea losangata d'argento e di rosso) |
|        | Puissalicon De vair, au pairle losangé d'azur et d'or (di vaio, alla pergola losangata d'azzurro e d'oro) |
|        | Puisserguier d'azur à un pélican et sa criée d'argent (d'azzurro, al pellicano con la sua nidiata d'argento) |

## Q
| Stemma | Nome del comune e blasonatura                                                                    |
| ------ | ------------------------------------------------------------------------------------------------ |
|        | Quarante de vair à la fasce d'or fuselée de sinople (di vaio, alla fascia d'oro fusata di verde) |

## R
| Stemma | Nome del comune e blasonatura |
| ------ | --- |
|        | Riols d'azur, à deux lettre F et R adossées et réunies d'or brochant sur un rameau d'olivier du même (d'azzurro, alle lettere F e R addossate e unite d'oro, attraversanti su un ramo d'olivo dello stesso)                                                                                             |
|        | Les Rives d'azur à un mont de sinople mouvant de la pointe, chargé d'une rencontre de brebis d'argent, accompagné en chef de deux demi-vols du même (d'azzurro, al monte di verde movente dalla punta, caricato di un rincontro di pecora d'argento, accompagnato in capo da due semivoli dello stesso) |
|        | Romiguières De vair, au pairle losangé d'argent et de gueules (di vaio, alla pergola losangata d'argento e di rosso) |
|        | Roquebrun De vair, au perle losangé d'or et de sable (di vaio, alla pergola losangata d'oro e di nero) |
|        | Roqueredonde De sinople, au pairle losangé d'or et de sable (di verde, alla pergola losangata d'oro e di nero) |
|        | Roquessels De sable, au pairle losangé d'argent et de sable (di nero, alla pergola losangata d'argento e di nero) |
|        | Rouet d'azur à un chevron d'argent accompagné de trois demi-vols du même (d'azzurro, allo scaglione d'argento, accompagnato da tre semivoli dello stesso) |
|        | Roujan De sinople, au perle losangé d'argent et de sable (di verde, alla pergola losangata d'argento e di nero) |

## S
| Stemma | Nome del comune e blasonatura |
| ------ | --- |
|        | Saint-André-de-Buèges De gueules au sautoir d'or soutenu d'une trangle ondée d'argent, au chef cousu d'azur chargé de trois étoiles d'or (di rosso, alla croce di Sant'Andrea d'oro, sostenuta da una trangla ondata d'argento; al capo cucito d'azzurro, caricato di tre stelle d'oro) |
|        | Saint-André-de-Sangonis De gueules à la croix de saint André d'argent, au chef cousu d'azur chargé d'une palme brochant en sautoir une flêche la pointe en bas, accostées des lettres capitales S et G, le tout d'argent (di rosso, alla crocetta di Sant'Andrea d'argento; al capo cucito d'azzurro, caricato di una palma attraversante in decusse una freccia con la punta in basso, accostate dalle lettere maiuscole S e G, il tutto d'argento) |
|        | Saint-Aunès D'argent, à un croissant de gueules surmonté d'un chêne arraché de sinople, accosté des lettre S et A de sable (d'argento, al crescente di rosso, sormontato da una quercia sradicata di verde, accostata dalle lettere S e A di nero) |
|        | Saint-Bauzille-de-la-Sylve De vair au sautoir losangé d'argent et de sable (di vaio, alla croce di Sant'Andrea losangata d'argento e di nero) |
|        | Saint-Bauzille-de-Montmel D'azur à un saint Bauzille tenant de sa dextre une palme, le tout d'or (d'azzurro, al san Baudilio tenente con la destra una palma, il tutto d'oro) |
|        | Saint-Bauzille-de-Putois De gueules à un saint Bauzille d'argent tenant de sa dextre une palme d'or (di rosso, al san Baudilio d'argento, tenente con la destra una palma d'oro) |
|        | Saint-Brès D'azur à un saint Brès évêque d'or issant de la pointe de l'écu tenant dans sa dextre une crosse du même et dans sa senestre un livre de gueules (d'azzurro, al San Brizio vescovo d'oro, nascente dalla punta dello scudo e tenente con la destra un pastorale dello stesso e con la sinistra un libro di rosso) |
|        | Saint-Chinian D'azur à une corne d'abondance d'or, déversant des fruits au naturel, sénestrée d'une croix cléchée et pommetée d'or remplie de gueules (d'azzurro, alla cornucopia d'oro, versante frutti al naturale, sinistrata da una croce a chiave pomettata d'oro riempita di rosso) |
|        | Saint-Christol De gueules à un saint Christophe d'argent accompagné en chef de deux croisettes pattées d'or (di rosso, al San Cristoforo d'argento, accompagnato nel capo da due crocette patenti d'oro) |
|        | Saint-Clément-de-Rivière Taillé, de gueules à un bélier arrêté d'argent et d'or à un rameau de pin au naturel posé en barre, fruité d'une pomme en bande, feuillé de deux faisceaux d'aiguilles au naturel, celui de dextre tourné vers la pointe, celui de senestre vers le chef, à un aqueduc de dix arches d'argent brochant en barre sur la partition, soutenu d'une traverse ondée d'azur. (tagliato di rosso, all'ariete fermo d'argento, e d'oro, al ramo di pino al naturale posto in sbarra, fruttato di una mela in banda, fogliato di due mazzi di aghi al naturale, quello di destra volto verso la punta, quello di sinistra volto verso il capo, all'acquedotto di dieci archi d'argento, attraversante in sbarra sulla partizione, sostenuto da una traversa ondata d'azzurro) |
|        | Saint-Drézéry d'argent à un saint Drézéry de gueules tenant une palme de sinople (d'argento, al San Drézéry di rosso, tenente una palma di verde) |
|        | Saint-Étienne-Estréchoux D'or au pal de sinople chargé d'une lampe de mineur de sable, adextré d'une grappe de raison au naturel et sénestré d'une branche de châtaignier aussi au naturel. (d'oro, al palo di verde, caricato di una lampada da minatore di nero, addestrato da un grappolo d'uva al naturale e sinistrato da un ramo di castagno pure al naturale) |
|        | Saint-Étienne-d'Albagnan Taillé, d'argent à une coquille de gueules et d'or à une palme de sinople posée en barre, au chef d'azur chargé d'une ombre de soleil d'or. (tagliato d'argento, alla conchiglia di rosso, e d'oro, alla palma di verde posta in sbarra; al capo d'azzurro, caricato di un'ombra di sole d'oro) |
|        | Saint-Félix-de-Lodez D'azur à un agneau pascal d'argent, la tête contournée, portant une croix de gueules avec une banderolle aussi d'argent chargée d'une croix cléchée et pommetée de douze pièces d'or remplie de gueules (d'azzurro, all'agnello pasquale d'argento, con la testa rivoltata, recante una croce di rosso con una banderuola pure d'argento, caricata di una croce a chiave pomettata di dodici pezzi d'oro e ripiena di rosso) |
|        | Saint-Gély-du-Fesc D'argent à un ours de sable tenant une croix de gueules de ses pattes antérieures (d'argento, all'orso di nero tenente con le zampe anteriori una croce di rosso) |
|        | Saint-Geniès-de-Varensal D'or à deux tourteaux de gueules l'un sur l'autre (d'oro, a due torte di rosso l'una sull'altra) |
|        | Saint-Georges-d'Orques De gueules à Saint Georges d'argent monté sur un cheval d'or harnaché du champ terrassant un dragon d'argent (di rosso, al San Giorgio d'argento su un cavallo d'oro gualdrappato del campo che atterra un drago d'argento) |
|        | Saint-Gervais-sur-Mare D'or à un trident renversé d'azur, la partie supérieure du manche potencée, accompagné de trois pattes de lion de gueules celles du chef affrontées. (d'oro, al tridente rovesciato d'azzurro, con la parte superiore del manico potenziata, accompagnato da tre branche di leone di rosso, le due del capo affrontate) |
|        | Saint-Guilhem-le-Désert D'azur à une crosse accompagnée de deux lettres capitales, S à dextre et G à senestre, et sénestrée en chef d'une étoile, le tout d'or (d'azzurro, al pastorale accompagnato da due lettere maiuscole, S a destra e G a sinistra, e sinistrato in capo da una stella, il tutto d'oro) |
|        | Saint-Jean-de-Fos De vair au pal fuselé d'argent et d'azur (di vaio, al palo fusato d'argento e d'azzurro) |
|        | Saint-Jean-de-la-Blaquière D'or à une grappe de raisin de pourpre tigée et feuillée d'uen pièce de sinople, entourée de deux rameaux arrondis de sinople passés en sautoir en pointe et fruités de sable, d'olivier à dextre et de chêne à senestre. (d'oro, al grappolo d'uva di porpora gambuto e fogliato di un pezzo di verde, circondato da due rami incurvati di verde passati in decusse in punta e fruttati di nero, di olivo a destra e di quercia a sinistra) |
|        | Saint-Jean-de-Minervois D'azur à la croix cléchée et pommetée de douze pièces d'or, remplie de gueules, au chef d'or à l'aigle issante aussi de gueules. (d'azzurro, alla croce a chiave pomettata di dodici pezzi d'oro, ripiena di rosso; al capo d'oro, all'aquila nascente pure di rosso) |
|        | Saint-Julien Écartelé, au premier d'or au trois chevrons d'azur, au deuxième d'azur à un pot d'or, au troisième d'azur plain, au quatrième d'or à la bande de gueules (inquartato: nel 1º d'oro, a tre scaglioni d'azzurro; nel 2º d'azzurro, al paiolo d'oro; nel 3º d'azzurro pieno; nel 4º d'oro, alla banda di rosso) |
|        | Saint-Just Parti: au 1er d'or aux lettres de sable St, J, U, S, T, rangées en pal, au 2e de sinople à la croix cléchée, pommetée d'or et remplie de gueules en pointe; à saint Just de carnation habillé d'une tunique de gueules et tenant dans sa senestre une palme d'argent, brochant sur la partition (Partito: nel 1° d'oro alle lettere St, J, U, S, T di nero disposte in palo, nel 2° di verde alla croce a chiave, pomata d'oro e ripiena di rosso in punta; al san Giusto di carnagione vestito di una tunica di rosso e tenente nella sinistra una palma d'argento, attraversante sulla partizione) |
|        | Saint-Martin-de-Londres D'azur à un Saint Martin d'or, sur un cheval d'argent, donnant la moitié de son manteau de gueules à un pauvre de carnation vêtu aussi de gueules (d'azzurro, al San Martino d'oro, su un cavallo d'argento, che dona la metà del suo mantello di rosso a un povero di carnagione vestito pure di rosso) |
|        | Saint-Mathieu-de-Tréviers De sable à un saint Martin à cheval donnant la moitié de son manteau à un pauvre, le tout d'or (di nero, al San martino a cavallo che dona la metà del suo mantello a un povero, il tutto d'oro) |
|        | Saint-Nazaire-de-Ladarez De vair au pairle losangé d'or et de gueules (di vaio, alla pergola losangata d'oro e di rosso) |
|        | Saint-Pargoire De vair au sautoir losangé d'argent et de sinople (di vaio, alla croce di Sant'Andrea losangata d'argento e di verde) |
|        | Saint-Paul-et-Valmalle D'azur à saint Paul d'or tenant dans sa senestre un livre d'argent et s'appuyant de la dextre sur une épée du même (d'azzurro, al San Paolo d'oro tenente nella sinistra un libro d'argento e che appoggia la destra su una spada dello stesso) |
|        | Saint-Pierre-de-la-Fage D'argent à deux clefs d'azur passées en sautoir, cantonnées de quatre menhirs de sable (d'argento, a due chiavi d'azzurro passate in decusse, accantonate da quattro menhir di nero) |
|        | Saint-Pons-de-Thomières D'argent à un arbre de sinople fûté de sable, accompagné de deux lettres capitales du même, S à dextre et P à senestre (d'argento, a un albero di verde, fustato di nero, accompagnato da due lettere maiuscole dello stesso, S a destra e P a sinistra) |
|        | Saint-Saturnin-de-Lucian De sable aux trois fasces d'or, à la bordure de gueules (di nero, a tre fasce d'oro; alla bordura di rosso) |
|        | Saint-Thibéry D'or à trois mouchetures d'hermines, aux chef d'azur chargé de trois fleurs de lys d'or (d'oro, a tre moscature d'armellino; al capo d'azzurro caricato di tre gigli d'oro) |
|        | Saint-Vincent-d'Olargues Parti, au premier d'azur à deux pots d'or rangés en pal, au deuxième de sable à une croix de Malte d'argent bordée d'or (partito: nel 1º d'azzurro, a due paioli d'oro ordinati in palo; nel 2º di nero, alla croce di Malta d'argento bordata d'oro) |
|        | La Salvetat-sur-Agout De gueules à une tour d'argent ajourée et maçonnée de sable, sommée de trois donjons d'or aussi maçonnés de sable, celui du milieu plus haut que les autres, le tout posé sur une rivière d'azur (di rosso, alla torre d'argento finestrata e murata di nero, cimata da tre torricelle d'oro, pure murate di nero, quella centrale più alta delle altre, il tutto posato su un fiume d'azzurro) |
|        | Saussan De sinople à Saint Jean-Baptiste d'or (di verde, al San Giovanni Battista d'oro) |
|        | Saussines De gueules, à sept saules arrachés d'argent, posés 3, 1, 3 (di rosso, a sette salici sradicati d'argento, posti 3, 1, 3) |
|        | Sauvian De gueules, au sautoir losangé de gueules et d'argent (di rosso, alla croce di Sant'Andrea losangata di rosso e d'argento) |
|        | Sérignan De gueules, au sautoir losangé de sinople et d'argent (di rosso, alla croce di Sant'Andrea losangata di verde e d'argento) |
|        | Servian D'azur, au pairle losangé d'argent et de sinople (d'azzurro, alla pergola losangata d'argento e di verde) |
|        | Sète D'azur semé de fleurs de lys d'or à une baleine renversée de sable allumée d'argent, lançant un jet d'obus aussi d'or chargé de trois grenades aussi de sable enflammées de gueules (d'azzurro seminato di gigli d'oro, alla balena rivoltata di nero, illuminata d'argento, lanciante un getto di soffio pure d'oro, caricato di tre granate pure di nero infiammate di rosso) |
|        | Siran D'azur à trois fleurs de lys d'or (d'azzurro, a tre gigli d'oro) |
|        | Sorbs D'argent à un sorbier arraché de sinople fruité de gueules, au chef d'azur à un lion issant d'or couronné du même, armé et lampassé de gueules (d'argento, al sorbo sradicato di verde fruttato di rosso; al capo d'azzurro, al leone nascente coronato d'oro, armato e lampassato di rosso) |
|        | Le Soulié De sinople à un soleil d'or (di verde, al sole d'oro) |
|        | Sussargues D'azur à un saint Martin à cheval donnant la moitié de son manteau à un pauvre, le tout d'or (d'azzurro, al San Martino a cavallo che dona la metà del suo mantello a un povero, il tutto d'oro) |

## T
| Stemma | Nome del comune e blasonatura |
| ------ | --- |
|        | Taussac-la-Billière De gueules, au pairle losangé d'argent et de sable (di rosso, alla pergola losangata d'argento e di nero)                                                                                                   |
|        | Teyran d'azur au sautoir d'or chargé d'un croissant de gueules (d'azzurro, alla croce di Sant'Andrea d'oro, caricata di un crescente di rosso)                                                                                  |
|        | Thézan-lès-Béziers De sable, au sautoir losangé d'or et de gueules (di nero, alla croce di Sant'Andrea losangata d'oro e di rosso)                                                                                              |
|        | Tourbes D'azur, au pairle losangé d'argent et d'azur (d'azzurro, alla pergola losangata d'argento e d'azzurro) |
|        | La Tour-sur-Orb d'or à une tour de gueules maçonnée ouverte et ajourée de sable, soutenue par une fasce ondée d'azur (d'oro, alla torre di rosso murata, aperta e finestrata di nero, sostenuta da una fascia ondata d'azzurro) |
|        | Tressan D'or, au pairle losangé d'or et d'azur (d'oro, alla pergola losangata d'oro e d'azzurro) |
|        | Le Triadou d'azur au lion d'argent couronné d'or (d'azzurro, al leone d'argento coronato d'oro) |

## U
| Stemma | Nome del comune e blasonatura |
| ------ | --- |
|        | Usclas-d'Hérault D'argent, au pairle losangé d'or et de gueules (d'argento, alla pergola losangata d'oro e di rosso) |
|        | Usclas-du-Bosc Écartelé, au premier d'azur à trois coquilles d'or, au second d'or à un corail de gueules posé sur une terrasse de sinople, au troisième de gueules à une biche d'argent couchée sur une terrasse de sinople, blessée au poitrail d'un flèche d'or ensanglantée de gueules, au quatrième d'azur à une meule à grain d'argent. (inquartato: nel 1º d'azzurro, a tre conchiglie d'oro; nel 2º d'oro, al corallo di rosso posato su una terrazza di verde; nel 3º di rosso, alla cerva d'argento coricata su una terrazza di verde, ferita al petto da una freccia d'oro sanguinante di rosso; nel 4º d'azzurro, alla mola da mulino d'argento) |

## V
| Stemma | Nome del comune e blasonatura |
| ------ | --- |
|        | La Vacquerie-et-Saint-Martin-de-Castries De gueules à une vache d'argent cornée, colletée, clarinée et sabotée d'azur, au chef cousu de sable chargé de deux croisettes d'argent, et à une crosse d'or posée en pal passant derrière la vache et brochant sur le chef (di rosso, alla vacca d'argento cornata, collarinata, sonagliata e unghiata d'azzurro; al capo cucito di nero, caricato di due crocette d'argento; al pastorale d'oro posto in palo passante dietro la vacca e attraversante sul capo) |
|        | Vacquières De gueules à une vache d'argent cornée, onglée, colletée et clarinée d'azur (di rosso, alla vacca d'argento cornata, collarinata, sonagliata e unghiata d'azzurro) |
|        | Vailhan De sable, au pairle losangé d'or et de sable (di nero, alla pergola losangata d'oro e di nero) |
|        | Vailhauquès D'azur à un saint Martin d'argent tenant une palme d'or (d'azzurro, al San Martino d'argento tenente una palma d'oro) |
|        | Valergues D'azur à cinq étoiles d'or posées en sautoir (d'azzurro, a cinque stelle d'oro poste in decusse) |
|        | Valflaunès D'azur à deux clefs d'argent passées en sautoir (d'azzurro, a due chiavi d'argento passate in decusse) |
|        | Valmascle De vair au pairle losangé d'argent et de sable (di vaio, alla pergola losangata d'argento e di nero) |
|        | Valras-Plage De gueules à un demi soleil d'or au naturel mouvant d'une champagne d'azur, à deux hippocampes affrontés d'argent brochant sur le tout (di rosso, all'ombra di sole d'oro nascente da una campagna d'azzurro, a due ippocampi affrontati d'argento attraversanti sul tutto) |
|        | Valros D'azur, au pairle losangé d'or et de sable (d'azzurro, alla pergola losangata d'oro e di nero) |
|        | Vélieux D'azur à trois fleurs de lys d'or (d'azzurro, a tre gigli d'oro) |
|        | Vendargues D'azur à un saint Théodorit d'argent, au chef d'or chargé d'une croisette de gueules (d'azzurro, al san Teodoreto d'argento; al capo d'oro caricato da una croce di rosso) |
|        | Vendémian D'or, au pairle losangé d'or et de gueules (d'oro, alla pergola losangata d'oro e di rosso) |
|        | Vendres De gueules, au sautoir losangé de sable et d'argent (di rosso, alla croce di Sant'Andrea losangata di nero e d'argento) |
|        | Verreries-de-Moussans D'argent à une équerre de sinople posée en chevron, au chef bastillé de trois pièces d'azur chargé de deux cornues du champ (d'argento, alla squadra di verde poste in scaglione; al capo merlato di tre pezzi d'azzurro, caricato di due storte del campo) |
|        | Vias d'or aux trois pals de gueules, au chef d'azur chargé de trois fleurs de lys d'or (d'oro, a tre pali di rosso; al capo d'azzurro caricato di tre gigli d'oro) |
|        | Vic-la-Gardiole d'azur à sainte Léocadie d'or tenant en sa dextre une palme du même (d'azzurro, alla Santa Leocadia d'oro tenente con la destra una palma dello stesso) |
|        | Vieussan De vair au pairle losangé d'argent et d'azur (di vaio, alla pergola losangata d'argento e d'azzurro) |
|        | Villemagne-l'Argentière D'azur à la ville fortifiée mouvant des flancs, sommée d'une croix et de deux girouettes, surmontée d'une fleur de lis, elle-même surmontée d'une mitre chargée d'une croisette d'or, le tout d'argent, la fleur de lis et la mitre accostées de deux crosses affrontées d'or, au pied fiché dans ladite ville posée sur une terrasse de gueules chargée d'un chemin d'argent (Di azzurro alla città fortificata movente dai fianchi, cimata da una croce e due banderuole, sormontata da un giglio di Francia, essa stessa sormontata da una mitra caricata di una crocetta di oro, il tutto di argento, il giglio di Francia e la mitra accostata da due pastorali affrontati, di oro, con il piede piantato nella città posato su una terrazza di rosso caricata di un sentieri di argento) |
|        | Villeneuve-lès-Béziers De sable, au sautoir losangé d'argent et de sinople (di nero, alla croce di Sant'Andrea losangata d'argento e di verde) |
|        | Villeneuve-lès-Maguelone d'azur à deux palmiers d'or au tronc courbé se rapprochant par leurs palmes en formant un arc (d'azzurro, a due palmizi d'oro, col tronco ricurvo, che si avvicinano con le foglie a formare un arco) |
|        | Villetelle De sable à trois rocs d'échiquier d'argent (di nero, a tre rocchi di scacchiere d'argento) |
|        | Villetelle D'azur à un pont en dos d'âne d'argent maçonné de sable, mouvant des flancs, sommé d'une croix formée de fers de lance aussi d'argent, accostée de deux fleurs de lys d'or (d'azzurro, al ponte a schiena d'asino d'argento, murato di nero, movente dai fianchi, cimato da una croce formata a ferri di lancia pure d'argento) |
|        | Villeveyrac D'azur au portail d'argent avec ses colonnes et pilastres du même, maçonné de sable et sommé d'une vierge à genoux d'or, soutenue de deux anges du même, les trois entourés d'un nuage d'argent (d'azzurro, al portale d'argento con le colonne e i pilastri dello stesso, murato di nero e cimato da una vergine in ginocchio d'oro, sostenuta da due angeli dello stesso, tutti e tre circondati da un nembo d'argento) |
|        | Viols-en-Laval D'azur à un château donjonné d'argent, maçonnée, ouvert et ajouré de sable, aux tours et donjon surmontés chacun d'une étoile d'or, et posé sur une terrasse aussi de sable (d'azzurro, al castello torricellato di tre pezzi d'argento, murato, aperto e finestrato di nero, con la torre centrale più alta delle laterali, tutte e tre sormontate da una stella d'oro, il castello posato su una terrazza pure di nero) |